# خرايب سالم
خرايب سالم قرية سورية صغيرة، تتبع منطقة جبلة في محافظة اللاذقية، وتقع على السفح الغربي لجبال اللاذقية. وتبعد حوالي 33 كم عن مدينة جبلة الساحلية، وترتفع حوالي 1200 متر عن مستوى سطح البحر، وتشتهر بزراعة التبغ والتين والرمان والمراب والتفاح والعنب، و تنتشر فيها غابات واسعة من السنديان والبلوط والأرز.